# Montipora cebuensis
Montipora cebuensis är en korallart som beskrevs av Nemenzo 1976. Montipora cebuensis ingår i släktet Montipora och familjen Acroporidae. IUCN kategoriserar arten globalt som sårbar. Inga underarter finns listade i Catalogue of Life.